# داردق
دارداق هي بلدة في مقاطعة قرغان تبه في ولاية أنديجان في أوزبكستان.